# Cosmologia fractal

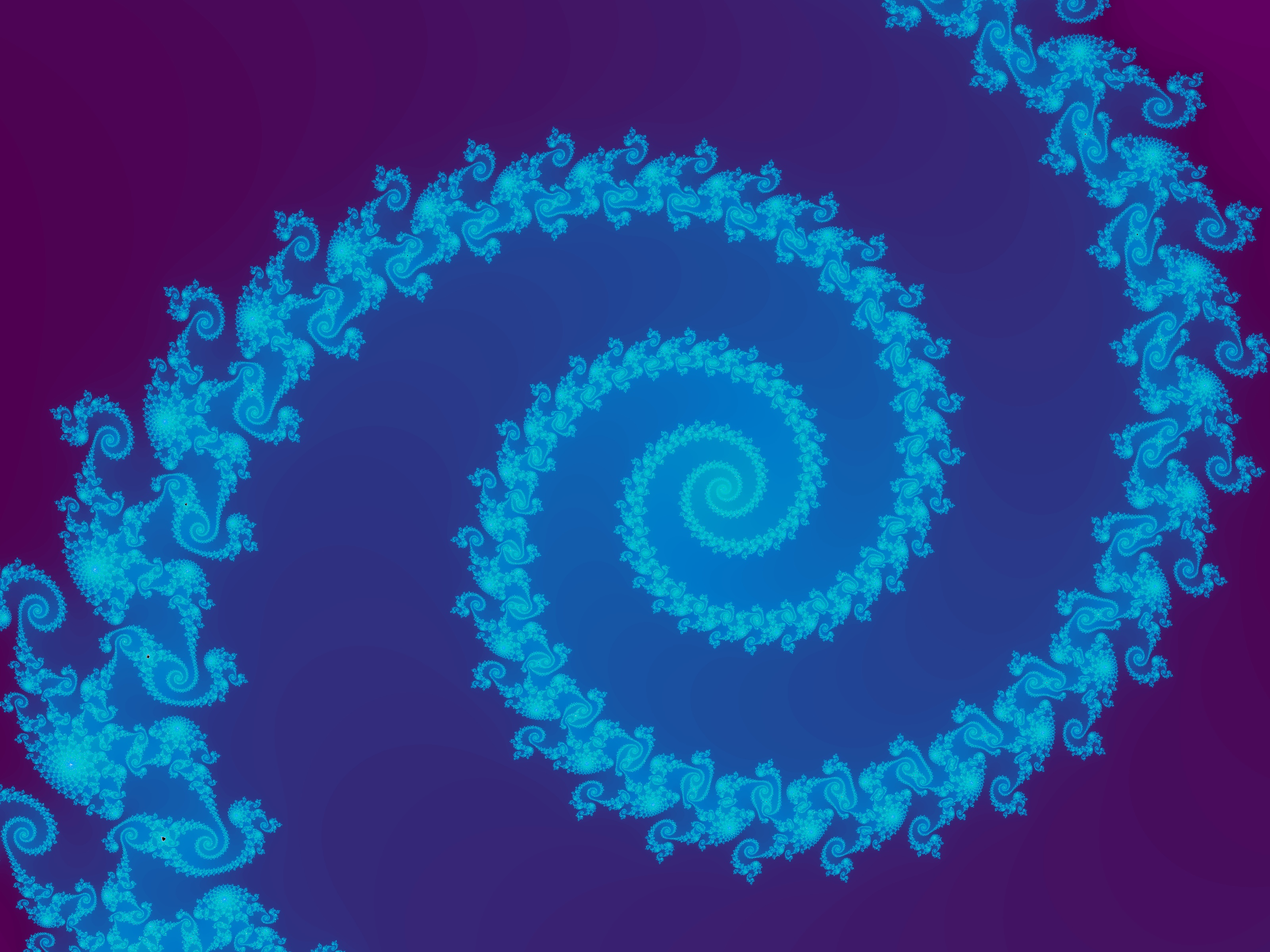
Una "galàxia de galàxies" en el conjunt de Mandelbrot

La cosmologia fractal es refereix a l'ús de models fractals en el context de la cosmologia física, punt per a l'estructura de l'univers a gran escala com es fa en cosmologia observacional o com a model a molt petita escala per a l'estructura de l'espaitemps en gravetat quàntica.
Els cosmólegs empleen diverses eines en el seu estudi de l'univers, punt aparells teòrics com a observacions físiques, prenent en consideració el rang complet d'escales des del regne del infinitesimalmente petit a l'escala de Planck, fins a l'escala macro de l'univers conegut. A vegades arriben més enllà del que és observable per mitjans directes. La veritat és que les fractals i les seves estructures derivades han estat proposades com a model geomètric en gairebé qualsevol lloc que hagi caigut sota l'escrutini dels cosmólogos.
És digne d'esment que es trobin fractals i traces de fractalidad, punt en cosmologia teòrica com a observacional. En cosmologia teòrica han estat usats especialment en el nivell microscòpic, mentre que en cosmologia observacional s'han usat especialment per caracteritzar l'estructura de l'Univers a gran escala.

## Fractals en cosmologia observacional
En cosmologia observacional els fractals van ser introduïts com a model d'univers per Mandelbrot com a hipòtesi per resoldre la paradoxa de Olbers i explicar l'ocurrència d'àmplies regions fosques en el firmament. D'acord amb aquesta hipòtesi si el conjunt d'estels forma un fractal similar a una pols de Cantor de dimensió inferior a tres la paradoxa queda resolta, ja que en aquest cas encara en un univers infinit el cel contindria regions fosques. Les estimacions suggereixen que l'univers és més aviat un objecte multifractal la dimensió del qual de Hausdorff-Besicovitch seria DH ~ 2,1±0,1 i la dimensió del qual de correlació D2 ~ 1,3±0,1.
La demostració de la fractalidad a gran escala de l'univers requereix d'observacions addicionals (en concret de la radiació microondulada de fons) i complicades solucions matemàtiques basades en la teoria de la relativitat d'Einstein, la qual cosa presenta gran complexitat. Entre alguns dels seus objectius més ambiciosos, la fractalidad de l'univers podria determinar amb una grau d'exactitud sense precedents, la distribució dels supercúmulos galàctics i en general de tota la matèria de l'univers, incloent la fosca.

## Fractals en cosmologia teòrica
En cosmologia teòrica la geometria fractal ha estat usada com un intent de descriure la naturalesa irregular que hauria de tenir l'espaitemps a molt petita escala a causa de les flucutaciones quàntiques. Així s'ha conjeturado que a molt petites escales l'espaitemps no és suau ni té estructura de varietat diferenciable sinó que hauria de ser una espècie de "escuma quàntica".
En aquest context s'ha @tratar explicar el col·lapse de l'espaitemps que es produeix a l'interior dels forats negres i relacionar-ho amb la gravetat a nivell protónico, superant alguns dels majors esculls de la cosmologia actual. Aquest model podria aportar correccions al model del big-bang.
Una altra àrea de la cosmologia on s'ha usat la geometria fractal, és la postulació de massa imaginària (entesa com un nombre imaginari) associada a la definició dels taquiones, tenint en compte la relació entre el plànol dels nombres complexos i la geometria fractal.
Finalment, s'han plantejat conejeturas matemàtiques entorn de la suposada naturalesa fractal de la mecànica quàntica (vegeu per exemple G. N. Ord o Laurent Nottale), arribant a postular-se l'exòtica idea de sacrificar el temps unidimensional monodireccional per un temps bidimensional i fractal.